# Rita Levi-Montalcini
Rita Levi-Montalcini, italijanska nevrologinja, političarka in akademičarka, nobelovka, * 22. april 1909, Torino, Italija, † 30. december 2012, Rim.
Levi-Montalcinijeva je leta 1986, skupaj s Stanleyjem Cohenom, prejela Nobelovo nagrado za fiziologijo ali medicino za odkritje rastnih dejavnikov (odkrila sta prvega med njimi - živčni rastni dejavnik, angleško nerve growth factor oz. NGF). V kasnejših letih je pričela delovati tudi v domači politiki in dobila položaj dosmrtne senatorke v italijanskem senatu. Bila je prva med nobelovci, ki je dosegla starost sto let, in s 103 leti starosti ob smrti tudi najdlje živeča.

## Življenje in delo

### Mladost in zgodnja kariera
Rodila se je v premožni judovski družini. Oče, tradicionalist, ni želel da bi ona in njeni sestri študirale, saj bi ta življenjska pot ovirala njihovo bodočo vlogo žena in mater. Sestri sta postali umetnici, Rita pa se je navdušila nad medicino in prepričala očeta da ji je dovolil vpis na medicinsko fakulteto Univerze v Torinu ter ji pomagal premostiti vrzeli v potrebnem predznanju (v dekliških šolah takrat niso učili latinščine, grščine ali matematike, saj sta bila naravoslovje in tehnika skoraj izključno moški domeni). Njen mentor je bil znani italijanski histolog Giuseppe Levi, pri katerem sta študirala tudi njena sošolca ter kasnejša nobelovca Salvador Luria in Renato Dulbecco. Po prvem letniku je postala njegova laboratorijska pomočnica in pričela sodelovati pri raziskavah razvoja živčevja pri miših.
Diplomirala je z odliko leta 1936 in vpisala specializacijo iz nevrologije ter psihiatrije. Tistega leta pa so pričele postajati razmere v državi za Jude še posebej težavne. Mussolinijeva vlada je pričela sprejemati omejevalne zakone za »ne-arijske« rase in leta 1938 so jo skupaj z mentorjem, ki je bil prav tako Jud, pregnali z univerze. Kratek čas je gostovala v Belgiji, a je tudi tam zaradi grozeče nemške invazije postala situacija nevarna, zato se je vrnila v Torino. Nekaj časa je skrivoma opravljala zdravniško dejavnost pri ljudeh, ki si zaradi svojega porekla niso upali k zdravniku, kmalu pa jo nekdanji sošolec med obiskom spodbudil, da je nadaljevala z raziskavami kar doma. Po zgledu Ramona Cajala si je v spalnici uredila improviziran laboratorij in pričela opazovati razvoj živčevja pri piščančjih zarodkih. Gradila je na delu Viktorja Hamburgerja, ki je postavil hipotezo, da tkiva v periferiji izločajo snov, ki sproži rast in diferenciacijo nevronov iz zametkov osrednjega živčevja proti njim. S pomočjo barvanja s srebrom je opazovala rast posameznih nevritov in z odstranitvijo zarodkovih okončin ugotovila, da nevroni pričnejo rasti tudi brez posebnega sprožilca, a kmalu propadejo. Zaključila je, da pričnejo nevroni rasti sami od sebe, a potrebujejo za dokončanje razvoja rastni dejavnik, ki ga izločajo razvijajoče se okončine.
Leta 1942 se je družina zaradi zavezniškega bombardiranja Torina umaknila na piemontsko podeželje, kjer je Rita nadaljevala z delom s pomočjo oplojenih jajc, ki jih je izprosila pri lokalnih kmetih, po nemški invaziji Italije pa je postalo tudi tam prenevarno, zato so pobegnili v Firence. Spomladi 1944 jih je našel njen nekdanji mentor Giuseppe Levi, ki je prav tako prebegnil s severa in ji je po tistem pomagal pri raziskavah, torej je za kratek čas postal on njen asistent. Po osvoboditvi se je kot Levijeva asistentka vrnila v Torino, a na tem mestu ni bila več zadovoljna, zato je z navdušenjem sprejela povabilo Viktorja Hamburgerja, ki je prebral članek o njenem medvojnem delu in jo povabil na raziskovalni obisk v ZDA da bi razčistila nasprotujoče si rezultate njunega dela.

### Delo v ZDA
V ZDA je nameravala ostati samo en semester, takrat pa je diplomski študent v Hamburgerjevi skupini izvedel poskus, v katerem je kos tumornega tkiva presadil piščančjemu zarodku namesto odstranjene okončine in ugotovil, da vanj zelo hitro zrastejo novi živčni končiči. Levi-Montalcinijeva je spoznala, da mora tumor izločati rastni dejavnik, ki po krvi difundira do živčevja in spodbudi rast proti sebi, zato je ponovila poskus in spodbudila rast nevritov tudi če je postavila tumor izven zarodkove ovojnice. To je bil ključen dokaz za njeno hipotezo, a za nedvoumno potrditev je potrebovala sistem, s katerim bi lahko pojav opisala kvantitativno. Zato je odšla v Rio de Janeiro, kjer je imel njen znanec laboratorij za tkivne kulture. Tam se je naučila vzgajati izolirane ganglije, ki so pognali cel venec nevritov ko je poleg njih položila tumor. Podaljšala je svoje bivanje v ZDA in naslednjih šest let s Stanleyjem Cohenom, ki se je medtem pridružil Hamburgerjevi skupini, poskušala natančno identificirati rastni dejavnik. Našla sta ga na številnih mestih, od mišjih žlez slinavk do kačjega strupa, zato je v znanstveni skupnosti njuno delo naletelo na izrazit skepticizem, saj je bila snov preveč nespecifična za tedaj uveljavljeno predstavo razvoja živčevja. Kljub nejeveri je ostala prepričana v svoje odkritje. 
Leta 1956 je dobila mesto izredne in dve leti kasneje še redne profesorice na Washingtonovi univerzi v St. Louisu. Kmalu so z novimi odkritji v skupini nedvomno dokazali, da so res odkrili rastni dejavnik. Cohen je našel sorodno snov, kasneje poimenovano epidermalni rastni dejavnik (EGF), leta 1959 so razvili antiserum za NGF, ki je izbrisal obroč aksonov okoli ganglijev v tkivni kulturi, nazadnje pa so člani njene raziskovalne skupine leta 1971 beljakovini določili še primarno zgradbo na eni prvih naprav za sekveniranje.
Splet dogodkov je torej botroval temu, da je namesto enega semestra ostala v ZDA skoraj 30 let.

### Vrnitev v Italijo in kasnejša leta
Že v 60. letih je sočasno pričela delovati tudi v rodni Italiji, kjer so ji na Consiglio Nazionale delle Ricerche (CNR) v Rimu ponudili vodenje laboratorija. Zaradi njene rigoroznosti in nepopustljivosti, ki ji je botrovala tudi dolgoletna skepsa drugih znanstvenikov do njenih rezultatov, so bili odnosi med raziskovalci, ki so delovali na področju rastnih dejavnikov, dolga leta izjemno napeti in šele v 80. letih je pričela aktivneje iskati premirje. Kljub temu je še leta 1986 ob prejemu Nobelove nagrade za fiziologijo ali medicino povzročila nov val nezadovoljstva med kolegi, ko je strogo razložila, zakaj meni, da njen dolgoletni sodelavec Viktor Hamburger ni zaslužil biti soprejemnik. V domovini je postala izjemno vplivna in je pričela aktivno sodelovati v oblikovanju nacionalne raziskovalne politike. Kot dolgoletna Prodijeva prijateljica se je v italijanskem senatu zavzemala za boljše pogoje za znanost v zameno za podporo Prodijevim koalicijam. Leta 2001 jo je takratni predsednik Italijanske republike Carlo Azeglio Ciampi imenoval za dosmrtno senatorko.
Kljub starosti preko 100 let je praktično do konca življenja aktivno delovala na področju nevrobiologije in v italijanski politiki. Leta 2004 je bila na njeno pobudo ustanovljena neprofitna fundacija European Brain Research Institute (EBRI) in poimenovana po njej, Levi-Montalcinijeva pa je prevzela vodenje. Tudi na tem položaju je bila občasno deležna kritik zaradi svojega avtokratskega sloga. Poleg tega je sodelovala pri različnih dobrodelnih iniciativah za pomoč ženskam.
Umrla je konec leta 2012 v Rimu.

## Priznanja
Poleg Nobelove nagrade za fiziologijo ali medicino, ki jo je leta 1986 prejela s sodelavcem Stanleyjem Cohenom, je bila deležna številnih drugih mednarodnih priznanj. Med pomembnejšimi so nagrada Louise Gross Horwitz (1983), Laskerjeva nagrada za temeljne medicinske raziskave (1986) in nacionalna medalja znanosti (1987).
Kot prva ženska je bila leta 1975 sprejeta za članico Papeške akademije znanosti. Poleg tega je bila članica italijanske, francoske in ameriške akademije znanosti ter tuja članica Kraljeve družbe iz Londona.